# العلاقات الغرينادية المدغشقرية
العلاقات الغرينادية المدغشقرية هي العلاقات الثنائية التي تجمع بين غرينادا ومدغشقر.

## مقارنة بين البلدين
هذه مقارنة عامة ومرجعية للدولتين:
| وجه المقارنة                                              | غرينادا                                | مدغشقر                      |
| --------------------------------------------------------- | -------------------------------------- | --------------------------- |
| المساحة (كم2)                                             | 348                                    | 587.04 ألف                  |
| عدد السكان (نسمة)                                         | 107.83 ألف                             | 25.57 مليون                 |
| الكثافة السكانية (ن./كم²)                                 | 30.99 ألف                              | 43.56                       |
| العاصمة                                                   | سانت جورجز                             | أنتاناناريفو                |
| اللغة الرسمية                                             | لغة إنجليزية، إنكليزية غرنادة المولدة ‏ | اللغة الملغاشية، لغة فرنسية |
| العملة                                                    | دولار شرق الكاريبي                     | أرياري مدغشقري              |
| الناتج المحلي الإجمالي (بليون دولار)                      | 1.12 مليار                             | 11.50 مليار                 |
| الناتج المحلي الإجمالي (تعادل القوة الشرائية) بليون دولار | 1.45 مليار                             | 35.51 مليار                 |
| الناتج المحلي الإجمالي الاسمي للفرد دولار أمريكي          | 9.21 ألف                               | 401                         |
| الناتج المحلي الإجمالي للفرد دولار أمريكي                 | 12.43 ألف                              | 1.44 ألف                    |
| مؤشر التنمية البشرية                                      | 0.750                                  | 0.510                       |
| رمز المكالمات الدولي                                      | +1473                                  | +261                        |
| رمز الإنترنت                                              | .gd                                    | .mg                         |
| المنطقة الزمنية                                           | 00                                     | ت ع م+03:00                 |

## منظمات دولية مشتركة
يشترك البلدان في عضوية مجموعة من المنظمات الدولية، منها:
| علم المنظمة | اسم المنظمة                                 | تاريخ انضمام غرينادا | تاريخ انضمام مدغشقر |
| ----------- | ------------------------------------------- | -------------------- | ------------------- |
|             | الاتحاد البريدي العالمي                     | ?                    | ?                   |
|             | يونسكو                                      | 17 فبراير 1975       | 10 نوفمبر 1960      |
|             | البنك الدولي للإنشاء والتعمير               | 27 أغسطس 1975        | 25 سبتمبر 1963      |
|             | منظمة التجارة العالمية                      | ?                    | ?                   |
|             | وكالة ضمان الاستثمار متعدد الأطراف          | 12 أبريل 1988        | 8 يونيو 1988        |
|             | الاتحاد الدولي للاتصالات                    | 17 نوفمبر 1981       | 11 مايو 1961        |
|             | منظمة الشرطة الجنائية الدولية               | ?                    | ?                   |
|             | مؤسسة التمويل الدولية                       | 28 أغسطس 1975        | 27 سبتمبر 1963      |
|             | الأمم المتحدة                               | 17 سبتمبر 1974       | 20 سبتمبر 1960      |
|             | مجموعة دول أفريقيا والكاريبي والمحيط الهادئ | ?                    | ?                   |
|             | مؤسسة التنمية الدولية                       | 28 أغسطس 1975        | 25 سبتمبر 1963      |
|             | منظمة حظر الأسلحة الكيميائية                | ?                    | ?                   |
|             | المركز الدولي لتسوية المنازعات الاستشارية   | 23 يونيو 1991        | 14 أكتوبر 1966      |